# 日菜々はのん
日菜々 はのん（ひなな はのん、1996年9月16日 - ）は、日本のAV女優。マインズ所属。

## 略歴
2017年6月、エスワンの専属女優としてAVデビュー。ギルイフィー所属。
2018年7月3日、公式ツイッターでマインズに所属事務所を移したことを報告。
2018年6月29日、恵比寿マスカッツ1.5に研修生として加入。8月24日、正式メンバーに昇格（グループ名は「恵比寿マスカッツ」に変更）。
その後、体調不良から活動を休止。
2019年4月2日、恵比寿マスカッツを卒業。

## 人物
趣味・特技はダンス、散歩、チアリーディング。
中学生で初オナニー、高校3年の夏休みに付き合っていた3歳年上の友人の兄と初体験。

## 作品

### アダルトビデオ
| 発売日   | タイトル                                                                                                   | 規格   | 品番      | メーカー      | 備考                                |
| 2017年   | 2017年 | 2017年 | 2017年    | 2017年        | 2017年                              |
| -------- | --- | ------ | --------- | ------------- | ----------------------------------- |
| 6月19日  | 新人 NO.1 STYLE AVデビュー                                                                                 | DVD    | SNIS-949  | S1 NO.1 STYLE |                                     |
| 6月19日  | 新人 NO.1 STYLE AVデビュー                                                                                 | BD     | 9SNIS-949 | S1 NO.1 STYLE |                                     |
| 8月1日   | 初イキ! 初体験4本番+ねっとり濃厚初顔射フェラ                                                               | DVD    | SNIS-973  | S1 NO.1 STYLE |                                     |
| 9月13日  | はのんに潮吹きの快感を教えてください “イク時”よりも気持ち良い 恥じらいの大量潮吹きエクスタシー             | DVD    | SNIS-995  | S1 NO.1 STYLE |                                     |
| 10月7日  | 最高級風俗マンションへようこそ 日菜々はのんの密着性感テクニック150分フルコース                             | DVD    | SSNI-017  | S1 NO.1 STYLE |                                     |
| 11月1日  | 交わる体液、濃密セックス 完全ノーカットスペシャル                                                          | DVD    | SSNI-038  | S1 NO.1 STYLE |                                     |
| 12月1日  | エロス覚醒 巨根10本×膣中イキオーガズム                                                                     | DVD    | SSNI-061  | S1 NO.1 STYLE |                                     |
| 2018年   | |        |           |               |                                     |
| 1月1日   | 妹の美乳がポロリ                                                                                           | DVD    | SSNI-083  | S1 NO.1 STYLE |                                     |
| 2月7日   | 1ヵ月間セックスもオナニーも禁止されムラムラ全開でアドレナリン大爆発! 性欲剥き出し焦らされトランスFUCK      | DVD    | SSNI-109  | S1 NO.1 STYLE |                                     |
| 3月1日   | 教育実習生 鬼畜集団輪姦 生徒たちに仕組まれた肉便器計画                                                     | DVD    | SSNI-135  | S1 NO.1 STYLE |                                     |
| 4月1日   | 無意識に男を挑発する着衣巨乳 ラッキーすぎる妄想シチュエーションスペシャル                                  | DVD    | SSNI-159  | S1 NO.1 STYLE |                                     |
| 4月19日  | 完全緊縛されて無理やり犯された無毛女子大生                                                                 | DVD    | SSNI-184  | S1 NO.1 STYLE |                                     |
| 5月19日  | 朝から晩までチ●ポまみれのケダモノ性交!! 理性吹き飛ぶほどイキ続けてドーパミン全開ノンストップ全身痙攣アクメ | DVD    | SSNI-211  | S1 NO.1 STYLE |                                     |
| 6月19日  | 女子大生サイレントNTR輪姦 彼氏にバレたくなくて必死に声ガマンして15人に犯され続ける恥辱の痙攣アクメ         | DVD    | SSNI-260  | S1 NO.1 STYLE |                                     |
| 10月7日  | 日菜々はのん 初ベスト S1デビュー1周年記念 全13タイトル12時間スペシャル                                     | DVD    | OFJE-168  | S1 NO.1 STYLE | 単体ベスト                          |
| 10月7日  | 日菜々はのん 初ベスト S1デビュー1周年記念 全13タイトル12時間スペシャル                                     | BD     | 9OFJE-168 | S1 NO.1 STYLE | 単体ベスト                          |
| 10月19日 | 女子大生 強・制・連・結 恥ずかしくて声を出せずに連日イカされ続ける満員痴漢車両                             | DVD    | SSNI-328  | S1 NO.1 STYLE |                                     |
| 11月19日 | 完全固定されて身動きが取れない日菜々はのん 腰がガクガク砕けるまでイッてもイッても止めない無限ピストンSEX   | DVD    | SSNI-350  | S1 NO.1 STYLE |                                     |
| 12月19日 | イッてもイッても絶倫部員たちの追い打ちピストンでイカされ続ける性処理マネージャー                           | DVD    | SSNI-371  | S1 NO.1 STYLE |                                     |
| 2019年   | |        |           |               |                                     |
| 3月7日   | S1 PRECIOUS GIRLS 2019 15th Anniversary DVD6枚組24時間プレミアムBEST                                       | DVD    | OFJE-195  | S1 NO.1 STYLE | 撮り下ろし映像収録。 メーカー総集編 |

### アダルトVR
- S1日菜々はのん初VR! 新世代の超シンクロちんシコサポート!勃起を誘発するパンチラダンスにストレッチ! 超至近距離でおま●こ見せつけるオナニー! 囁き淫語で勃起させてから丸呑みフェラ! 臨場感あふれる超濃厚ヴァーチャルセックス!（2018年7月25日、エスワン）
- 兄貴のカノジョは僕の童貞チ●ポに興味津々!! 兄貴が寝ている間にこっそり誘惑筆おろしVR（2018年8月7日、エスワン）

### イメージビデオ
| 発売日   | タイトル           | 規格品番       | メーカー   | 備考            |
| 2017年   | 2017年             | 2017年         | 2017年     | 2017年          |
| -------- | ------------------ | -------------- | ---------- | --------------- |
| 8月25日  | ALL NUDE           | OAE-125        | Aircontrol |                 |
| 2018年   |                    |                |            |                 |
| 10月25日 | Hanon ひなのんAtoZ | REBD-341 (DVD) | REbecca    | Blu-ray同時発売 |
| 10月25日 | Hanon ひなのんAtoZ | REBDB-327 (BD) | REbecca    | Blu-ray同時発売 |

## テレビ
- 恵比寿マスカッツのすぽスポSPORTS #6（2018年7月25日、BSスカパー!）

## 雑誌
- 週刊実話 2017年6月1日号（日本ジャーナル出版） - 袋とじ「現役女子大生チアリーダーが脱いだ!!」
- 週刊実話 2017年6月8日号（日本ジャーナル出版） - インタビュー
- FLASH 2017年6月13日号（光文社） - グラビア「現役女子大生脱いだっ!」
- 週刊実話 2017年7月20日号（日本ジャーナル出版） - グラビア「女子大生の裸身」
- 実話大報 2017年9号（ジーオーティー） - 表紙、グラビア、インタビュー